# Bastet
Bast og senere Bastet var en egyptisk gud for frugtbarhed, musik og erotisk kærlighed. Bastet afbildes typisk enten en kat eller som en kvinde med kattehoved. Den centrale helligdom for denne gudinde var Bubastis i Østdeltaet. 

## Rolle i egyptisk religion
Som mange egyptiske guder havde Bastet flere ansvarsområder, som skiftede i takt med tiden. Bastet er forbundet med frugtbarhed, erotik og beskyttelse. Hun var en beskytter, af det nordlige Egypten, og naturligvis af Farao. Hun blev bl.a kaldt "kongernes mor". Hun var især også kendt som en beskytter af gravide og fødsel . Hun er dog primært associeret som gud for glæde, musik, dans og den erotiske kærlighed og familien. 
Under det 22. dynasti, som havde hovedsæde i byen Bubastis, voksede Bastetkulten betragteligt, og det kom på mode at afbilde Bastet på små fajancekrukker , typiske indeholdende parfume, og tilstedeværelsen af Bastets navn på krukken fungerede som en beskyttende talisman. Den praksis gav Bastet titlen af den parfumerede beskytter.
I byen Bubastis blev der afholdt en stor fest til gudindens ære, som i følge Herodot havde mange deltagere og blev fejret under indtagelse af store mængder vin. Der opstod også en praksis med at mumificere katte, som blev begravet i deres egne katteformede kister. 
Bastet var oprindeligt en krigsgudinde, enten som løve eller kvinde med løvehoved, magen til gudinden Sekhmet. I takt med at Sekhmet blev dominerende som krigsgud, skiftede Bastets rolle. Bastet er søster til guder som Tefnut, Shu, Serket, Hathor, Horus, Sekhmet, Anhur

## Navn
Gudindens navn har ændret sig en smule i gennem den egyptiske historie, dette udtrykkes oftest i form af at hendes navn er Bast i tidlig egyptisk historie og senere omkring år 1000 fvt. kaldt Bastet. Den originale udtale ville have været noget i retning af '"Ubaste"' og senere '"Oubaste"'. Senere da grækerne overtog magten i Egypten, tog de gudinden til sig under navnet Ailuros (Det menes at navnet Ailuros kommer fra Alabast, som de fajancekrukker, gudinden var forbundet med, var lavet af).
Bastet's navn betyder '"den fra Bast"',  altså 'hender der kommer fra byen Bast'. Men navnet kan også, ifølge  oversættes til '"den fra sminkekrukken"', 'hende der er en personificering af den beskyttende salve' .
- Række af Bastet figure (Musée du Louvre)
- Bastet figure Neues Museum (Berlin)
- (tegning)
- Række af kæmpe Bastet staturer fra Bubastis (rekonstruktion)
- Bastet figur med killinger (Musée du Louvre)
- Bastet figur (British Museum)